# Francisque Michel
Pour les articles homonymes, voir Michel.
Francisque Michel, né François-Xavier Michel à Lyon le 18 février 1809 et mort à Paris le 18 mai 1887, est un philologue et médiéviste français, infatigable fouilleur d’archives qui publie de très nombreux manuscrits du Moyen Âge, et prend position dans la défense des juifs ou des cagots.

## Biographie
Fils d’André Michel dit Thomas, marchand de vin, et de Marie Françoise Gerber, sa seconde femme, elle-même fille d’un brasseur de bière. Les parents de Francisque Michel possédaient un domaine, avec des vignes, dans la commune de Juliénas, au sud-ouest de Mâcon. La scolarité de François-Xavier Michel après une interruption en 1822, se poursuit après octobre 1826 au collège royal Charlemagne à Paris (son père s'est installé à Paris en 1826), Un registre signale sa sortie de ce collège au 1er juillet 1827, il effectue ensuite des va-et-vient entre Paris et Lyon, et des études morcelées. C’est à Paris, le 4 janvier 1830, qu’il obtient son baccalauréat, plus âgé de trois ans que la moyenne. Il s’inscrivit à l’École des chartes dès sa réouverture en janvier 1830, en vue du concours de fin d’année, auquel il échoua.
À 21 ans, il avait visité à Paris tous les grands dépôts de livres et d’archives, lu un nombre incroyable de manuscrits médiévaux. Très lié avec Daunou et Raynouard, associé brièvement avec le médiéviste Roquefort, il se chargeait également de commissions de librairie pour les érudits lyonnais. Il n’avait ni emploi fixe ni diplôme de grande valeur. Ses talents de bibliographe lui valurent d’être adjoint, en novembre 1832, à l’équipe chargée de continuer une vaste compilation commencée par Bréquigny au XVIIIe siècle, la table chronologique des chartes imprimées relatives à l’histoire de France.
En juin, Francisque Michel demande au ministre de l’Instruction publique une mission littéraire au British Museum. Guizot donne son accord le 24 juillet ; Michel se retrouve à Londres le 6 septembre. Il en revint avec une moisson considérable de textes médiévaux.  Il identifia à Oxford, en 1835, le plus ancien manuscrit de notre Chanson de Roland. C’est à ses frais qu’il en donne en 1837 une édition confidentielle et part en mission en Écosse la même année. Francisque Michel est fait chevalier de la Légion d’honneur le 29 avril 1838 à la suite du monstrueux travail fourni en mission, puis nommé le 4 février 1839 à la chaire de littérature étrangère de la faculté des lettres de Bordeaux, où il enseigne dès novembre. Son biographe, Didier Barrière, a pointé la situation atypique de ce jeune chargé de cours qui fait fonction de professeur alors qu’il n’a qu’un simple diplôme de bachelier. Il ne passera pas la licence avant 1842, le doctorat avant 1846. En revanche, il n’avait pas attendu aussi longtemps pour accumuler titres et décorations à l’étranger.
Francisque Michel a d'abord publié de la poésie. Cet habitué du Salon de Nodier à l’Arsenal a porté comme lui ses recherches sur les littératures marginales, sur les bizarreries de l’histoire ou du langage, sur tout ce qui pouvait secouer le conservatisme classique. En cela, il est allé souvent plus loin que son maître. Dépourvu de préjugés sociaux, il ébauche une défense des juifs en 1834 dans son édition de Hugues de Lincoln et travaillera longtemps sur une Histoire des races maudites de la France et de l’Espagne (1847)  dans laquelle il défend aussi, notamment, les cagots. Très intrigué par les mœurs des classes dangereuses – « les gueux, les cagnardiers, les caymands et autres marpauds qui piaussaient ès piolles des cours des miracles » (lettre à Paul Lacroix du 5 août 1848) –, il tentera de composer une encyclopédie de leur langage dans ses Études de philologie comparée sur l’argot (1856). Il a édité, entre 1834 et 1856, beaucoup d’œuvres écrites du XIe au XIVe siècle en français, anglais et saxon, dont  le Roman de la rose, l'Histoire de la guerre de Navarre en 1276 et 1277 de Guilhem Anelier (1856). Il a ensuite édité des traductions françaises de Goldsmith, Sterne, Shakespeare et Tennyson.
Sa carrière très mouvementée lui a valu de nombreuses mésaventures avec sa hiérarchie ou ses collègues, d’autant plus qu’il souffrait d’un orgueil disproportionné, et sa curiosité universelle a été la cause d’incidents pittoresques dans sa vie ; mais beaucoup d’érudits modernes ont reconnu les services inestimables qu’il a rendus à la science en faisant découvrir des textes d’un grand intérêt historique ou littéraire. C’est l’un des acteurs principaux de ce qu’on appelé la Renaissance médiévale.

## Œuvres
- Examen critique de la Dissertation (d'Louis Henri Monin) sur le roman de la bataille Roncevaux, Paris, Rignaux, 1832.
- Le Lai de Havelok, Paris, Chez Sylvestre, Libraire, 1833, XLVIII-33 p.
- Recueil de ce qui reste des poëmes relatifs à ses aventures composés en françois, en anglo-normand et en grec dans les XII et XIII siècles, éd. Francisque Michel, Paris, Techener, t. 1 et 2, 1835; t. 3, 1839.
- La Chanson de Roland, ou de Roncevaux, du XIIe siècle, publiée pour la première fois, d'après le manuscrit de la Bibliothèque Bodléienne, à Oxford... Paris, Silvestre, 1837. In-8°.
- "Bibliothèque anglo-saxonne". Paris, Silvestre ; et Londres, Pickering. 1837. Grand in-8. Tiré à 100 exemplaires, dont quelques-uns sur Hollande. VIII et 168 pages.
- Examen critique du roman de Berthe aux grands pieds,
- Chronique des ducs de Normandie, par Benoît, trouvère anglo-normand du XIIe siècle, publiée pour la première fois, d'après un manuscrit du Musée britannique. Paris, Imprimerie royale, 1836-1844. 3 vol. in-4° (Collection de documents inédits sur l'histoire de France, publiés par ordre du roi.)
- Avec l'aide de Louis Monmerqué, Théâtre français au moyen-âge, d'après les manuscrits de la bibliothèque du roi, Paris, 1839
- Histoire des races maudites de la France et de l'Espagne (1847) ; rééd. 2013 en deux tomes, Ed. des Régionalismes,  (ISBN 9782824002545).
- avec Édouard Fournier, Histoire des hôtelleries, cabarets, hôtels garnis, restaurants et cafés, et des anciennes communautés et confréries d'hôteliers, de marchands de vins, de restaurateurs, de limonadiers, etc., coll. « Le Livre d'or des métiers », 2 vol., illustrations d'Albert Racinet, Paris, éd. Adolphe Delahays, 1851 Texte en ligne 1 2
- Recherches sur le commerce pendant le Moyen Âge (1852-1854)
- Les Écossais en France, les Français en Écosse, vol. 1, Londres, Trübner & Company, 1862, 551 p. (lire en ligne),
- Les Écossais en France, les Français en Écosse, vol. 2, Londres, Trübner & Company, 1862, 551 p. (lire en ligne),
- Études de philologie comparée sur l'argot et sur les idiomes analogues parlés en Europe et en Asie (1856)
- Guillaume Anelier (trad. Francisque-Michel), Histoire de la guerre de Navarre en 1276 et 1277, Imprimerie Impériale, 1856 (1re éd. 1277), 785 p. (lire en ligne)
- Le Pays basque (1857)
- Histoire du commerce et de la navigation à Bordeaux, principalement sous l'administration anglaise, Bordeaux, J. Delmas, 1867-1870, 543 p. (lire en ligne) ; rééd. en 4 volumes, Ed. des Régionalismes.
- Attendez-moi sous l'orme, dissertation sur un ancien proverbe, par M. Francisque Michel... Paris, Imprimerie impériale, 1868.In-8°, 42 p.
- Le Romancero du pays basque, Paris, Firmin-Didot frères, fils et Cie, 1859, 136 p. (lire en ligne)